# Balvanera
Balvanera, est un quartier (barrio) de la ville de Buenos Aires, capitale de l'Argentine, situé à l'est de la cité, à proximité du centre politique et financier du pays.

## Chiffres
- Population : 152 198 habitants.
- Superficie : 4,4 km2.
- Densité : 34 590 habitants/km2.

Le jour du quartier est le 1er avril.

## Origine du nom et autres noms du quartier
Le nom officiel, Balvanera, provient de l'église de Nuestra Señora de Balvanera, construite en 1831. En fait ce nom provient du monastère de Valvanera à La Rioja en Espagne, qui, dans un écrit de l'an 1016, apparait comme val veneto.
On appelle Once la zone située aux alentours de l'intersection de l’Avenida Corrientes avec l’Avenida Pueyrredón, nom qui provient de la gare estación Once de septiembre (gare du 11 septembre). Ce nom est une alternative à celui de la Plaza Miserere, place où est situé le mausolée du président Bernardino Rivadavia. Notons que le mot « Once » provient de la gare et non de la place.
On appelle souvent « Congreso » la zone sud-est de Balvanera, du fait que l'édifice du Congreso Nacional y est situé.
Finalement, la partie nord-ouest de Balvanera est connue sous le nom de quartier de l’Abasto, en souvenir de l'ancien Mercado de Abasto (en français « marché d'approvisionnement »), les anciennes halles de la ville devenues aujourd'hui un grand centre commercial.

## Histoire du quartier

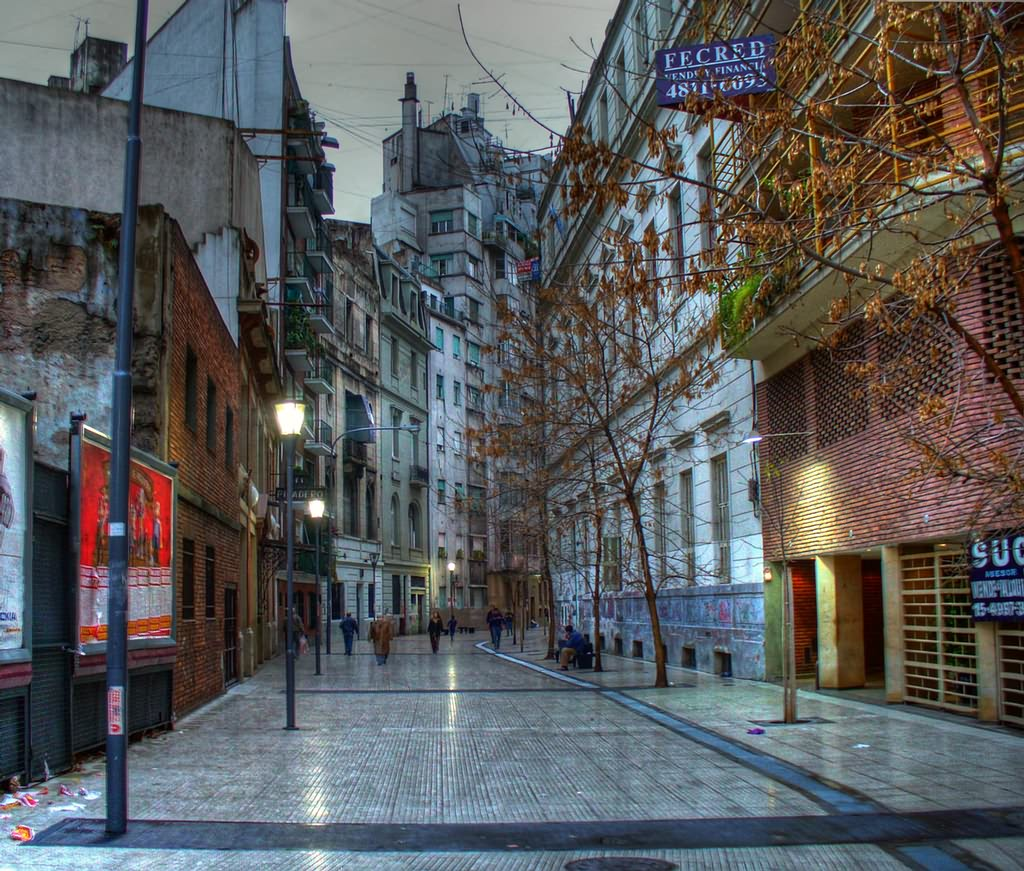
Le passage Enrique Santos Discépolo, par où passa le premier chemin de fer du pays, converti aujourd'hui en promenade piétonnière.

Au XIXe siècle, Balvanera était considérée comme un faubourg de Buenos Aires. Un recensement de 1836 estimait sa population à 3 625 habitants. Presque tous vivaient dans des « quintas » (petites propriétés), du moins dans la zone connue sous le nom de las quintas. Son avenue 
principale, vers l'ouest était le Camino Real (route royale), devenu actuellement l'Avenida Rivadavia. Au milieu du siècle on y construisit la gare terminus du chemin de fer de l'ouest.
Balvanera avait une forte tradition politique qui identifia bientôt le quartier avec les leaders de l'Unión Cívica Radical (UCR), à Leandro Alem et au futur président Hipólito Yrigoyen.
Jusqu’en 1900, le nom de Balvanera était lié à de violentes contestations et protestations électorales, mais était aussi associé aux maisons closes des Calle Junín et Calle Lavalle. C'est dans cette zone que, selon Jorge Luis Borges, le tango acquit ses connotations érotiques les plus notoires. Pendant ce temps, la croissance démographique et le développement du chemin de fer continuèrent et le quartier devint partie de la capitale.

## Communautés du quartier
Dès les deux premières décennies du XXe siècle, la zone autour de l'Avenida Corrientes fut choisie comme centre de la communauté juive de Buenos Aires, et le commerce textile se concentra là-bas. Ce fait attira à son tour des groupes des communautés 
arabe et arménienne. Cependant la zone du marché de gros des fruits et légumes (l’ Abasto) était peuplée d'un mélange de créoles et d'Italiens.
Dans le quartier de Once des institutions juives furent construites (y compris la communauté AMIA, détruite par une bombe le 18 juillet 1994, lors d'une attaque terroriste sanglante). Il y eut un théâtre yiddish dans la Calle Boulogne Sur-Mer.
La zone sud de Balvanera hébergea plusieurs institutions de la communauté gallicienne ou gallega. Les alentours de l’avenida Belgrano sont caractérisés par une forte activité dans le commerce de meubles.
La communauté arabe possède des commerces au sud du quartier de Congreso, aux alentours du quartier voisin, San Cristóbal.
Enfin, dès la fin des années 1970, Balvanera devint un centre de commerce de matériel électronique d'importation, tout en conservant sa longue tradition textile. C'est à cette époque que s'installèrent de nouvelles communautés d'immigrants chinois et coréens.

## Géographie
Balvanera est limitée par l’Avenida Independencia (au sud), Avenida Entre Ríos et sa continuation Avenida Callao (à l'est), Avenida Córdoba (au nord), enfin la Calle Gallo, l’Avenida Díaz Vélez, la Calle Sánchez de Bustamante et la Calle Sánchez de Loria (à l'ouest). Le quartier est situé juste à l'ouest de ce qui est habituellement reconnu comme étant le centre de Buenos Aires, formé par les quartiers ou barrios de San Nicolás et de Montserrat, et au sud des élégantes zones résidentielles appelées barrio norte, mais étant en fait le quartier de Recoleta.

## Description
La majorité des habitants de Balvanera vit dans des appartements d'édifices construits sur de petits terrains. La densité de population est fort élevée, et la proportion d'espaces verts est considérée comme insuffisante. L'espace vert réduit de la Plaza Miserere est habituellement rempli de personnes faisant la queue pour prendre un colectivo (transport privé automobile collectif) ou occupé en grand nombre par des vendeurs ambulants. Le mausolée du président Bernardino Rivadavia, situé sur la place, était jusqu'il y a peu couvert de graffitis. Une haie protectrice construite tout autour a amélioré notablement son aspect et son état de conservation. Un autre espace vert est la Plaza 1 de mayo (« Place du premier mai »), situé sur les rues Pasco et Alsina. Ce terrain était occupé précédemment par un cimetière protestant.
Les artères principales de Balvanera sont l'Avenida Rivadavia, qui traverse toute la grande ville de Buenos Aires d'est en ouest (toutes les rues nord-sud changent de nom en traversant Rivadavia) et l'Avenida Corrientes, la principale artère commerciale et de délassement de la ville. Le kilomètre zéro, d'où l'on compte les distances vers Buenos Aires pour toutes les routes argentines, est signalé sous forme de monolithe sur la Plaza del Congreso.
Dans la partie nord de Balvanera est située la Faculté des Sciences Économiques de l'Université de Buenos Aires. Beaucoup d'universités privées ont aussi leurs installations à Balvanera. L'hôpital général Ramos Mejía est situé dans le quartier. Bien des institutions sanitaires se sont implantées à Balvanera, surtout aux alentours des bâtiments de la Faculté de Médecine qui, en réalité, se trouve dans le quartier de Recoleta.
Parmi les édifices remarquables de Balvanera on doit mentionner l'ancienne confiserie El Molino, sur la Avenida Callao.
Le café Los Angelitos, au coin de Rivadavia et de Rincón, fut un lieu de rencontre de musiciens et de poètes. Il y avait un relief d'anges sur sa façade et c'était un des coins « obligés », lors d'une visite ou d'une excursion touristique dans le quartier, jusqu'à ce qu'il s'effondre dans les années 1990. Il a été remis sur pied. Citons encore le café La Perla, face à la Plaza Miserere.
Actuellement, 25 000 commerces sont enregistrés à Balvanera, en partie parce que les règlements locaux favorisent le commerce. Beaucoup d'immeubles à appartements abritent un ou plusieurs magasins au rez-de-chaussée. Il y a des galeries où plusieurs petits commerces partagent une salle commune. L'îlot de Pueyrredón, proche de la Plaza Miserere, possède une aire commerciale de grande activité, connue sous le nom de La Recova.

## Quelques superbes édifices

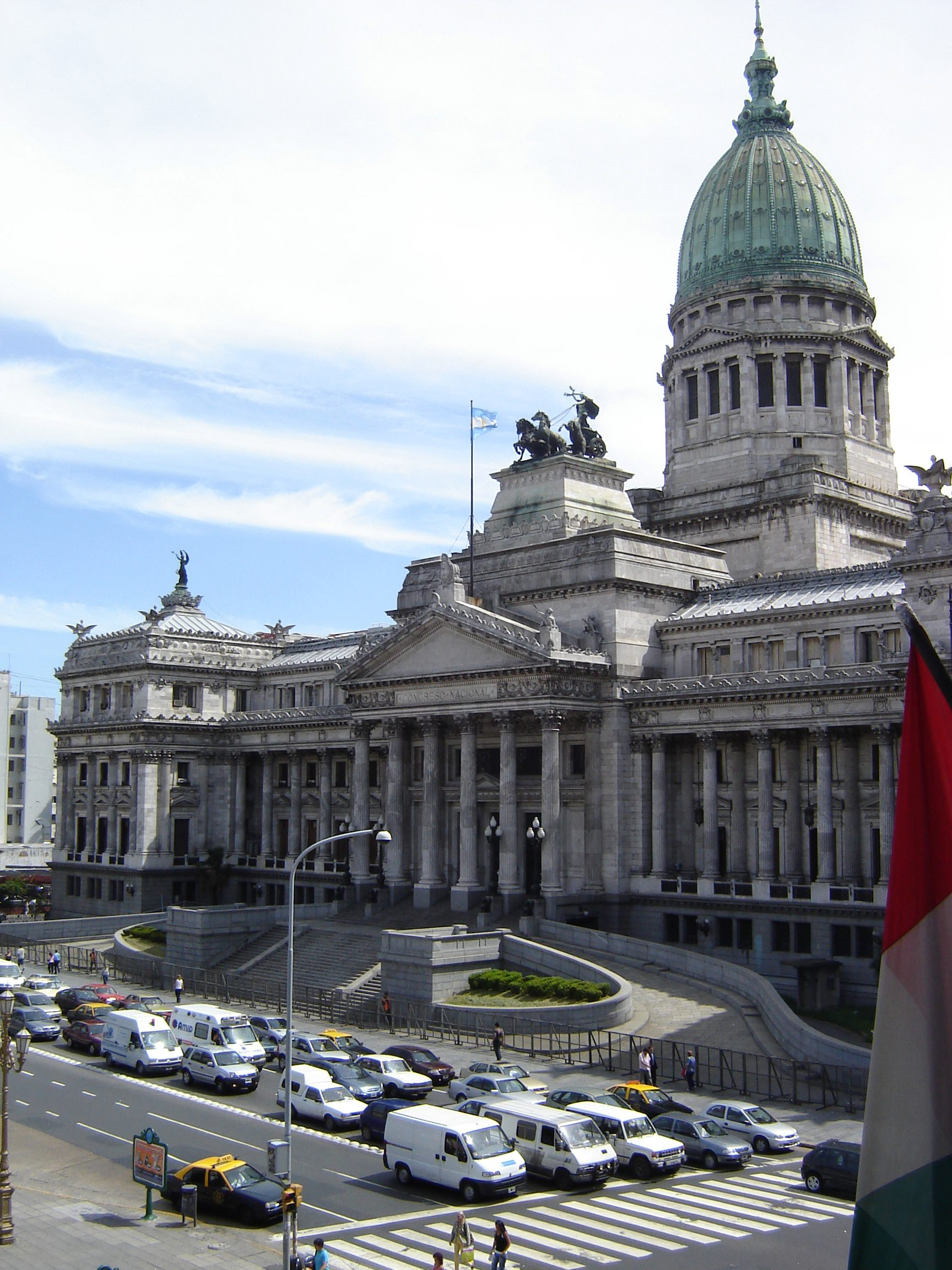
Édifice du palais du Congrès de la nation argentine.

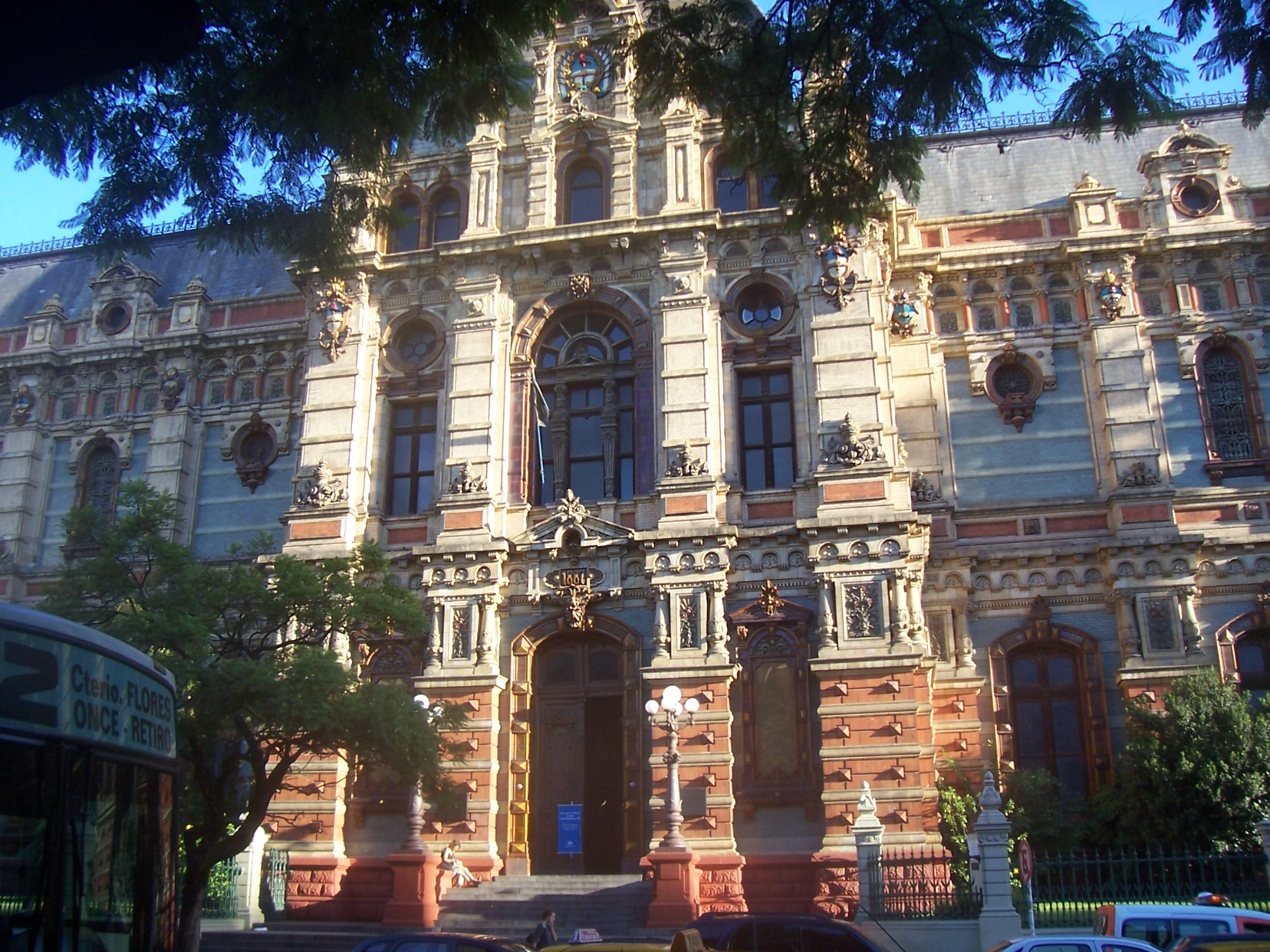
Palacio de Aguas Corrientes ou Palais des eaux courantes - Actuellement Musée du Patrimoine.

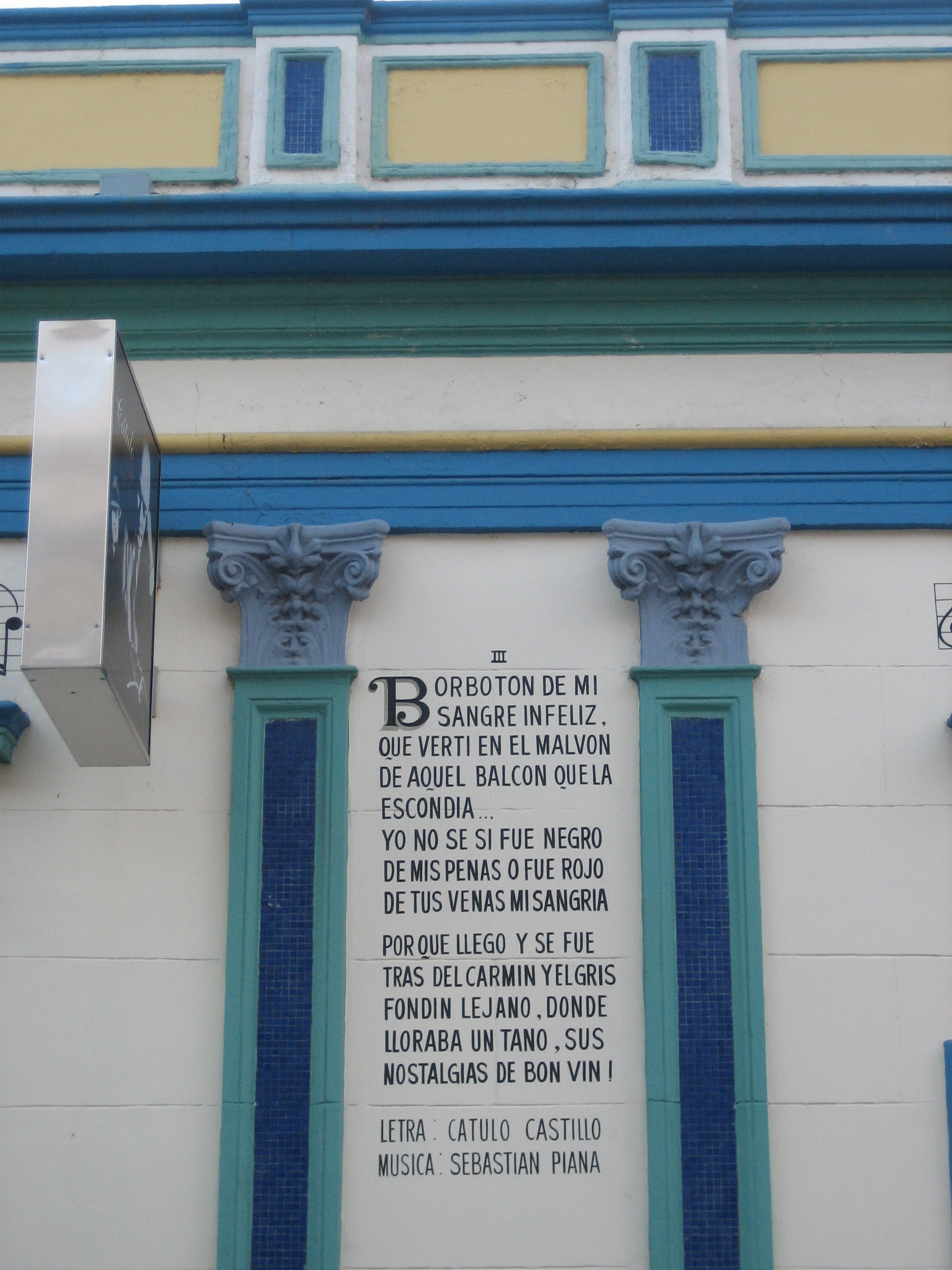
Maison dans le quartier d'Abasto, Balvanera, à Zelaya 3100

- Maison dans le quartier d'Abasto, Balvanera, à Zelaya 3100Parmi les édifices qu'on ne peut ignorer à Balvanera, celui du Palacio del Congreso de la Nación Argentina  (« Palais du Congrès de la Nation argentine ») est remarquable : siège du pouvoir législatif du parlement bicaméral de la République Argentine (Chambre des députés et Sénat), il se présente comme un imposant palais de style néo-classique doté d'une haute coupole. C'est l'un des plus grands édifices parlementaires du monde, avec une surface de plus de 12 000 m2, inauguré en 1906.
- De style Art nouveau, on trouve par exemple la  Casa de los Lirios  (« Maison des Lierres »), datant de 1903 ou 1905, ou la Confitería del Molino (« Confiserie du Moulin »), de 1916, monument historique en voie de réhabilitation.
- Au coin formé par l’Avenida Pueyrredón et l’Avenida Corrientes se dresse un fort intéressant et très grand édifice centenaire de bureaux et d'appartements.
- Une des plus belles constructions de Buenos Aires est incontestablement le Palacio de Aguas Corrientes ou Palais des eaux courantes, de style éclectique. Son nom officiel est Gran Depósito Ingeniero Guillermo Villanueva (« Grand Dépôt Ingénieur Guillaume Villeneuve ») : jadis réservoir d'eau potable de la ville camouflé en palais datant de 1894, il est devenu aujourd'hui le Musée du Patrimoine de la capitale Buenos Aires.
- La basilique Sainte-Rose-de-Lima s’y trouve, construite par l’architecte éclectique local Alejandro Christophersen (es) entre 1928 et 1934, reconnue par l’Église catholique comme basilique mineure et sanctuaire national.

## Métro
Le quartier de Balvanera est traversé (en 2006) par trois lignes du métro de Buenos Aires, toutes trois courant parallèlement d'est en ouest :
- Au nord, la ligne  suit l’Avenida Córdoba sur la moitié est de son parcours au sein du quartier (stations Callao et Facultad de Medicina).

- La ligne  traverse totalement le quartier et offre les stations Callao, Pasteur, Pueyrredón (correspondance avec la future ligne  - station Corrientes - en construction en 2006) et Carlos Gardel, toutes quatre situées sous l'Avenida Corrientes.

- La ligne  suit l'Avenida Rivadavia et traverse elle aussi totalement le quartier. Elle offre également quatre stations aux voyageurs (stations Congreso, Pasco, Alberti et Plaza Miserere). Cette dernière sera non seulement en correspondance avec la Estación Once de septiembre du chemin de fer Sarmiento, mais aussi avec la future ligne .

Attention, il existe deux stations Callao différentes, l'une sur la ligne B, l'autre sur la ligne D. De même il existe deux stations Pueyrredón sur les deux mêmes lignes (B et D).
- À partir de 2007, après son ouverture, la Ligne  donnera trois nouvelles stations au quartier (Venezuela et Once en 2007 puis Corrientes en 2009)